# Michel Ben Akoun
Michel Ben Akoun (ar. ميشيل بن اکون; ur. 15 lutego 1936 w Casablance) – marokański zapaśnik walczący w stylu klasycznym. Olimpijczyk z Rzymu 1960, gdzie zajął 25. miejsce w wadze koguciej.

## Letnie Igrzyska Olimpijskie 1960
| Konkurencja          | Rundy eliminacyjne | Rundy eliminacyjne  | Klas. końcowa |
| Konkurencja          | Przeciwnik I       | Przeciwnik II       | Miejsce       |
| -------------------- | ------------------ | ------------------- | ------------- |
| 57 kg styl klasyczny | Ion Cernea (ROU) P | Loek Alflen (NED) P | 25.           |